# Grand-Bru
Grand-Bru est un hameau de la commune belge de Durbuy situé en Région wallonne dans la province de Luxembourg.
Avant la fusion des communes de 1977, il faisait partie de la commune de Villers-Sainte-Gertrude.

## Situation et description
Grand-Bru se situe entre le village de Villers-Sainte-Gertrude et le hameau de Vieux-Fourneau.
Le hameau qui s'étend au milieu des prairies en rive gauche et sur le versant sud du ruisseau du Vieux-Fourneau comprend une vingtaine d'habitations (maisons, fermes, fermettes) ainsi qu'un camping.
Au sud, le petit hameau de Hourlay et ses fermes se trouvent sur une hauteur menant au col de Roche-à-Frêne (altitude 361 m).